# A Fonsagrada
A Fonsagrada  est une commune de la province de Lugo en Espagne située dans la communauté autonome de Galice.

## Paroisses civiles de Fonsagrada
Le municipio de Fonsagrada est composé des paroisses civiles suivantes:
| - Allonca (es) - Arrojo (es) - Bastida (Fonsagrada) (es) - Bruicedo (es) - Carballido (es) - Cereijido (es) - Cuíñas (es) - Fonfría (Fonsagrada) (es) - Fonsagrada (chef-lieu) - Freijo (es) - Lamas de Campos - Lamas de Moreira - Logares (es) - Maderne (es) - Monteseiro (es) | - Neiro - Pacios - Padrón (Fonsagrada) (es) - Pardabella (es) - Piñeira - Puebla de Burón (es) - Río (es) - Suarna - Trapa (Fonsagrada) (es) - Trobo (es) - Vega de Logares (es) - Vieiro (es) - Vilabol de Suarna (es) - Vilar de Cuíña (es) |